# Загарино
Зага́рино (рос. Загарино) — село у складі Хілоцького району Забайкальського краю, Росія. Входить до складу Могзонського міського поселення.

## Населення
Населення — 50 осіб (2010; 58 у 2002).
Національний склад (станом на 2002 рік):
- росіяни — 98 %